# Systaticospora
Systaticospora là một chi bướm đêm thuộc họ Erebidae.